# William Ferrel
William Ferrel, né le 29 janvier 1817 et mort le 18 septembre 1891, est un météorologue américain. Il a développé une théorie pour expliquer la circulation atmosphérique dans les latitudes moyennes de la Terre : la cellule de Ferrell. 

## Carrière
Né dans le comté de Fulton, sud de la Pennsylvanie, il a déménagé avec sa famille, dans ce qui est maintenant la Virginie-occidentale, en 1829,. Grandissant dans un milieu rural, il a brièvement fréquenté l'école primaire. C'est un autodidacte qui a lu abondamment la littérature scientifique du jour. Malgré sa situation financière précaire, il put par la suite suivre les cours du Bethany College (en) dont il sortit diplômé en 1844, année de la première promotion de l'établissement. 
Il est alors devenu enseignant au Missouri et au Tennessee jusqu'en 1858 tout en étudiant la physique dans les « Principia » d’Isaac Newton et la « Mécanique céleste » de Laplace. En 1856, il publie « Essay on the Winds and Currents of the Ocean » qui explique l'influence de la rotation de la Terre dans la circulation atmosphérique et océanique. Il formulera sa théorie en 1858. Ses travaux ont également porté sur les marées : il a démontré en 1853 que la théorie de Laplace, quoique correcte, ne tenait pas compte de la dissipation d'énergie cinétique due aux marées, qui ralentit graduellement la rotation propre terrestre.
En 1857, il travailla au The American Ephemeris and Nautical Almanac de Cambridge (Massachusetts). Il fut membre de la U.S. Coast and Geodetic Survey de 1867 à 1882 avant de joindre l’Armée des États-Unis dans le corps des signaux en 1882 (ce service devenant le Weather Bureau en 1891 et maintenant le National Weather Service). En 1881-1882, il conçoit une calculatrice mécanique pour prévoir les marées.
Il a pris sa retraite en 1886 et est mort en 1891 à Maywood, une banlieue de Kansas City (Kansas),.

## Circulation atmosphérique
Ferrel a démontré que l'air chaud se dirigeant de l'équateur vers les pôles tout en s'élevant est dévié par la force de Coriolis. C'est cette courbure qui créé les circulations complexes autour des dépressions et anticyclones de la météorologie des latitudes moyennes de la Terre. Ferrel ajouta donc un important élément aux hypothèses antérieures de Hadley. Voici une citation de son premier article :
« La quatrième et dernière force provient de la combinaison du mouvement relatif vers l'est ou l'ouest de l'atmosphère dans le référentiel en rotation qu'est la Terre. En conséquence, chaque parcelle de l'atmosphère ressent une force centrifuge qui peut être divisée en une composante verticale et une horizontale, cette dernière s'ajustant à la forme sphérique de la planète. Cependant, si le mouvement de rotation est plus rapide en un point rapide que celui de la Terre, c'est-à-dire que le mouvement vers l'est est plus rapide que celui que la surface, la force augmente et donne une déviation relative vers l'ouest. Ceci perturbe l'équilibre et la parcelle ne suit plus la surface terrestre ce qui cause une accumulation d'atmosphère à certaines latitudes et des manques à d'autres. C'est la différence de pression entre ces zones qui influence le mouvement de l'air. ».
La théorie de Ferrel corrigeait l'erreur de raisonnement de Hadley sur la conservation du mouvement linéaire des masses d'air du nord vers le sud, et vice-versa. Il a reconnu que la météorologie et l'océanographie devait tenir compte du mouvement de rotation de la Terre et de la conservation du moment angulaire des fluides.